# 1802 год в науке
В 1802 году были различные научные и технологические события, некоторые из которых представлены ниже.

## События
- Французский физик и химик Жозеф Луи Гей-Люссак опубликовал закон связи объёма и температуры газа, названный его именем[1].
- Давид Иероним Гриндель получил золотую медаль Петербургского Вольного экономического общества за разработку способа получения сахара из свёклы.
- Завод Егора Бланкеннагеля (первый в России и второй в Европе) начал производство сахара из сахарной свёклы[2].
- Жозеф Луи Пруст выделил из виноградного сока глюкозу[3].
- Английский мореплаватель Мэтью Флиндерс обследовал восточное и северное побережье Австралии, нанёс на карту Большой Барьерный риф и произвёл съёмку залива Карпентария.
- Английский физик Томас Юнг выполнил первый демонстрационный эксперимент по наблюдению интерференции света, получив интерференцию от двух щелевых источников света. Позднее этот опыт Юнга стал классическим.
- 28 марта 1802 года немецкий астроном-любитель Генрих Вильгельм Ольберс открыл астероид Паллада[4][5].

## Родились
- 15 февраля — Франсуа Малагутти, французский химик (умер 1878).
- 22 апреля — Юрий Иванович Венелин, историк, один из создателей славистики (ум. 1839)[6].
- 2 мая — Генрих Густав Магнус, немецкий физик и химик (ум. 1870).
- 31 июля — Игнацы Домейко, геолог, минералог, географ и этнолог (ум. 1889).
- 5 августа — Нильс Хенрик Абель, норвежский математик (ум. 1829)[7].
- 7 августа — Герман Иванович Гесс, русский учёный-химик и минералог  (ум. 1850).
- 26 ноября — Антон Шрётер, австрийский физик и минералог, один из основателей Австрийской академии наук  (ум. 1875).
- 15 декабря — Янош Бо́йяи,  венгерский математик, один из первооткрывателей неевклидовой геометрии (ум. 1860).
- 27 декабря — Геррит Ян Мульдер, голландский химик-органик (ум. 1880).
- Самуэль Лонгфилд — ирландский экономист (ум. 1884)[8].

## Скончались
- 6 апреля — Иван Иванович Лепёхин, русский учёный-энциклопедист, путешественник, естествоиспытатель, лексикограф, академик Петербургской академии наук (1771).
- 26 февраля — Григорий Иванович Базилевич, один из наиболее выдающихся врачей Российской империи конца XVIII — начала XIX века, которого, «первого из природных россиян», назначили «клиническим профессором»[9].
- 27 октября — Иоганн Георги, немецкий медик, химик, натуралист, этнограф, путешественник, профессор минералогии и академик Императорской Академии наук и художеств.

## Награды
- Медаль Копли была присуждена английскому учёному Уильяму Хайду Волластону — за ряд статей, опубликованных в журнале «Philosophical Transactions»[10].